# Lehota nad Rimavicou
Lehota nad Rimavicou (in ungherese: Rimaszabadi) è un comune della Slovacchia facente parte del distretto di Rimavská Sobota, nella regione di Banská Bystrica.